# Galloperdix spadicea
Galloperdix spadicea là một loài chim trong họ Phasianidae.

## Hình ảnh

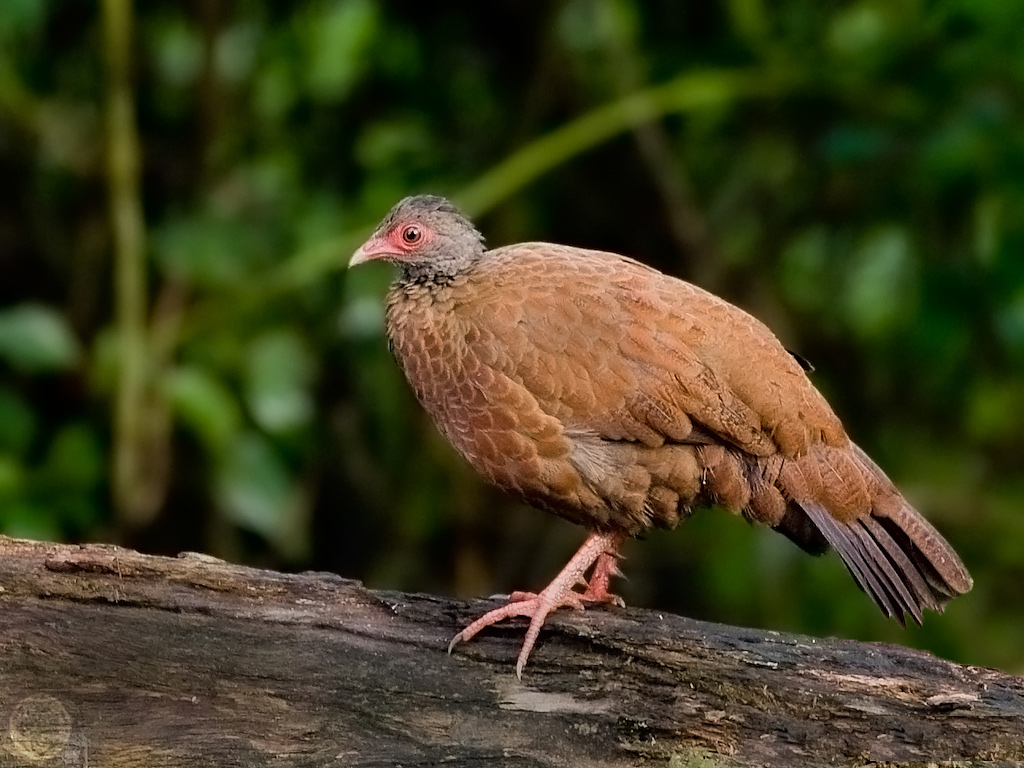
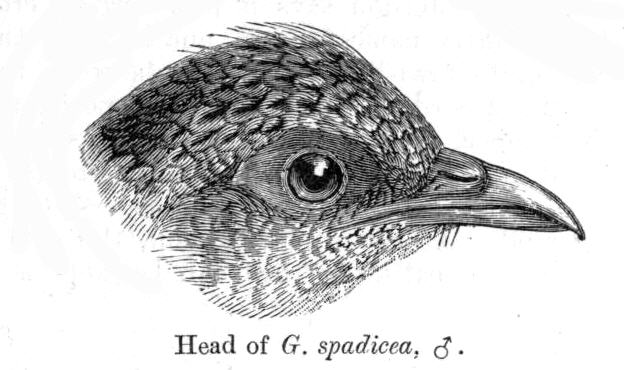